# Велико Млачево
Велико Млачево (словен. Veliko Mlačevo) — поселення в общині Гросуплє, Осреднєсловенський регіон, Словенія. Висота над рівнем моря: 328,4 м.